# Telefonhilfe 147

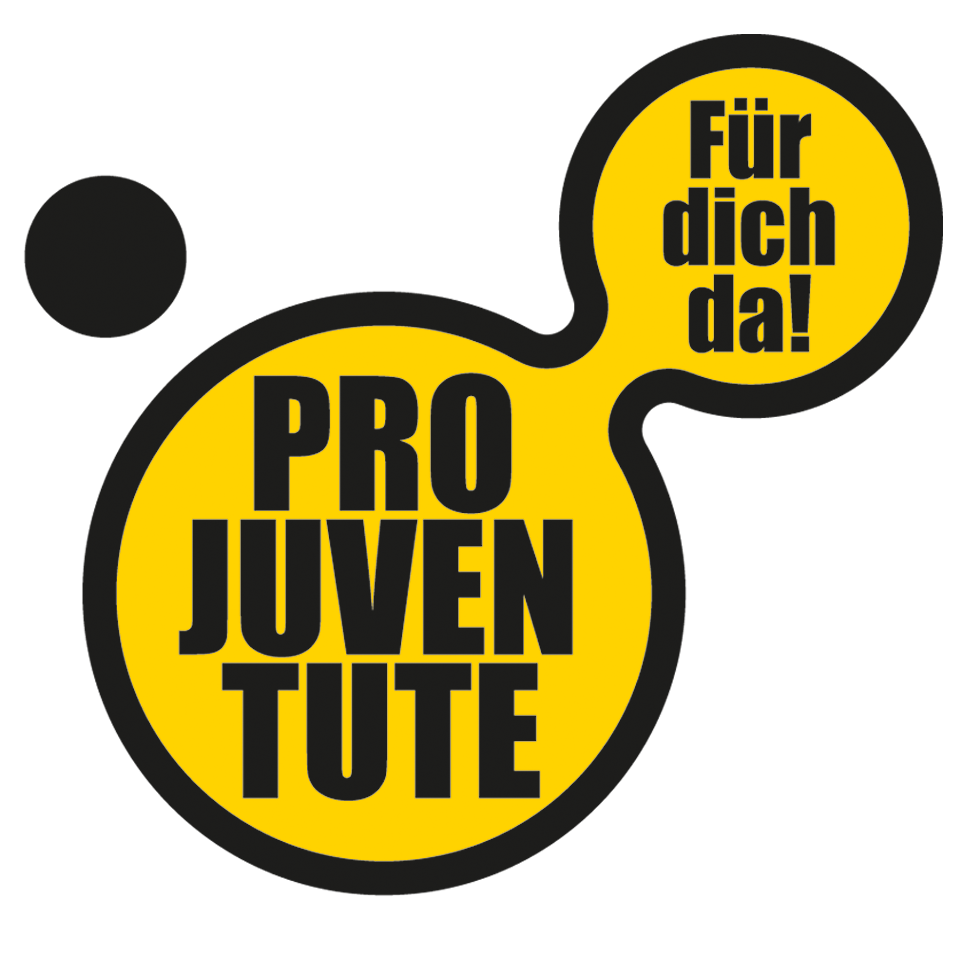
Das Logo von Pro Juventute

Die Telefonhilfe von Pro Juventute hilft Kindern und Jugendlichen in der Schweiz bei Fragen, Problemen und in Notsituationen weiter. Fachpersonen beantworten Fragen rund um Familie, Gewalt, Sucht, Schule, Beruf, Liebe, Freundschaft und Sexualität. Sie verweisen bei Bedarf an Fachstellen in der Region weiter. Die Rufnummer ist kostenlos, vertraulich und rund um die Uhr an 365 Tagen pro Jahr erreichbar. Die Nummer erscheint nicht auf der Telefonrechnung.
Neben der Telefonnummer ist die Beratung + Hilfe auch via Whatsapp und E-Mail (die Antwort erfolgt in der Regel innerhalb von 24 Stunden) erreichbar. Beratungen werden in den Sprachen Deutsch, Französisch und Italienisch durchgeführt.